# Gonzalo O'Farrill
Gonzalo O'Farrill y Herrera (La Habana, Capitanía General de Cuba, 22 de enero de 1754 - París, Francia, 19 de julio de 1831) fue un militar y político español afrancesado.

## Biografía
Nació en La Habana el 22 de enero de 1754. Desde su niñez fue destinado a la carrera de armas. A la edad de trece años ingresó en la escuela de Soreze en Francia, colegio de los benedictinos de gran fama entonces. De ahí pasó a España donde siendo cadete se le adjudicó entrada en la academia militar de Ávila, donde obtuvo el grado de oficial. Tiempo después ocupó la dirección del colegio militar del Puerto de Santa María.
En 1780 pide plaza de voluntario en el ejército francés para operar en un desembarco en las costas de Inglaterra. Allí en Francia pasó una temporada perfeccionando sus conocimientos. A su regreso a la península se adhirió al ejército español y participó de la Toma de Menorca y desalojo del general inglés Murray a principios de 1782, Además sobresalió por su pericia y valor en el memorable sitio de Gibraltar. En Cádiz fue ascendido a teniente coronel y nombrado comandante del Regimiento de Infantería de Toledo que guarnicionaba la plaza de Ceuta. A su regreso de África pasó por la capital de España donde fue elegido secretario de la Junta de Próceres, que debía redactar el Reglamento de Milicias españolas, en cuya ocupación empleó todo el año 1792.
Al declarar España la guerra a Francia a la par que las demás potencias europeas, O´Farrill pidió empleo en las milicias activas y sirvió durante toda la campaña del 93 y siguiente en calidad de Coronel y como jefe del regimiento de Navarra, hallándose presente en las batallas de Lecumberry y de Tolosa, de cuya última acción salió herido, siendo a consecuencia elevado al rango de Mariscal de Campo. Después del desastre ocurrido a las tropas españolas en Cataluña el 20 de noviembre de 1794 se le confió la misión de reanimar el ejército. Fue entonces promovido a teniente general de los Reales Ejércitos.
En 1798 fue nombrado inspector general de Infantería y poco después se le confío el mando de una expedición que debía en favor de Francia marchar de Galicia contra Irlanda. En el Ferrol se hizo cargo de la expedición y de ahí se trasladó a Rochefort donde recibió una contraorden para ir por tierra a Brest desde donde embarcó para España (julio de 1798). Continuó O´Farrill en su puesto de Inspector de Infantería hasta que el rey le nombra su ministro extraordinario en Prusia. en 1799 releva en Berlín a don Ignacio Múzquiz y allí se dedica al estudio de la estrategia militar. Después atravesó Alemania, Italia, hasta llegar a Prusia en donde tomaba las rentas del barón Humboldt mientras este en La Habana disfrutaba recíprocamente de las de O'Farrill.
Abandonó Londres tras la Batalla del cabo de Santa María (1804). Llegó a Madrid en junio de 1805 y en noviembre pasó a Cádiz, donde se hallaban los heridos en el combate dado el 21 del anterior en Trafalgar, entre los cuales se encontraba su amigo el almirante Federico Gravina.
En 1806 fue nombrado general de una división de 5.000 hombres que marchaban sobre Toscana para sostener en su efímero trono a la recién nombrada reina de Etruria, María Luisa, por cuyo ilusorio gobierno había cedido España sus posesiones de la Luisiana. El 10 de diciembre de 1807 incorporada la Toscana al Imperio, la Reina de Etruria fue nombrada para su nuevo y transitorio Reino de Portugal, que nunca ocupó y partió acompañada de O'Farrill a España.
Después O'Farrill renunció al cargo de ayo del príncipe Fernando que le ofreció Godoy. Fue nombrado director general de Artillería y destinado a la organización de tropas enfermó el 13 de marzo de 1808, días antes del Motín de Aranjuez y la exaltación de Fernando VII al trono.
Azanza y O'Farrill entraron a formar parte del nuevo ministerio, ocupando éste la cartera de Guerra y Presidencia. Al abandonar España Carlos IV cuando el pueblo proclamaba a Fernando VII como legítimo soberano, O'Farrill temeroso de que la precipitación de los acontecimientos del 2 de mayo condujese a la ruina de la capital se adhirió al partido francés. El 23 de abril de 1810 salió el rey José de Madrid a París acompañado de los Ministros O'Farrill, de la Guerra y de Mariano Luis de Urquijo, de Estado.
Tras colaborar con el nuevo monarca, José Bonaparte, hermano de Napoleón, fue tildado de afrancesado. Siguió ejerciendo de ministro de la Guerra aunque se negó a recibir la condecoración de la gran cruz de la Legión de Honor que le quería conceder Napoleón en Bayona. Con la derrota de Francia en la Guerra de la Independencia, se vio obligado a exiliarse. Incluso sus bienes en La Habana fueron vendidos por el Estado en virtud de secuestro temporal. Aunque el rey Fernando VII de España le rehabilitó en todos sus empleos y dignidades, y le devolvió su patrimonio, no regresó a España. Falleció en París el 19 de julio de 1831. Sus restos reposan en un panteón del cementerio del Père-Lachaise. En ese mismo lugar está enterrada su sobrina nieta María de las Mercedes Santa Cruz y Montalvo, nacida en La Habana en 1789 y considerada la primera escritora cubana.